# Juan Artola Canales
Juan Artola Canales (Bilbao, 7 de abril de 2000) es un futbolista español que juega de delantero en la Asociación Deportiva Mérida de la Primera Federación.

## Carrera deportiva
Juan Artola comenzó su formación en el Athletic Club tras incorporarse en 2010 procedente del Romo. En la temporada 2018-19, debutó en Tercera División con el segundo filial del Athletic Club, el CD Basconia. En su siguiente temporada, fue promovido al Bilbao Athletic, equipo con el que se consolidó como titular en Segunda División B, marcando ocho goles.En 2020, renovó su contrato con el Athletic Club hasta 2025. Finalizó la temporada 2020-21 como máximo goleador del Bilbao Athletic con diez goles, superando a compañeros como Nico Williams.
En junio de 2021, fue seleccionado para realizar la pretemporada con el primer equipo del Athletic Club bajo la dirección de Marcelino García Toral, aunque una infección por COVID-19 le impidió participar en las sesiones de preparación. En enero de 2022, hizo su debut oficial con el primer equipo del Athletic en un partido de Copa del Rey contra el Atlético Mancha Real, contribuyendo a la victoria por 0-2.
El 7 de julio de 2022, fue cedido por una temporada al Burgos Club de Fútbol de Segunda División. En su debut con el equipo burgalés, anotó el único gol del partido en la victoria frente al Málaga CF. Aunque comenzó con fuerza, perdió progresivamente su puesto en el equipo titular y pasó a desempeñarse como revulsivo.
El 25 de julio de 2023, fue nuevamente cedido, esta vez a la Agrupación Deportiva Alcorcón, también en Segunda División. A pesar de disputar una treintena de partidos, no logró consolidarse en el equipo y a finales de la temporada rescindió su contrato con el Athletic Club.
El 2 de agosto de 2024, Artola firmó en propiedad con la Cultural y Deportiva Leonesa, equipo de la Primera Federación, donde espera aportar su experiencia y habilidad en ataque.

## Clubes
Actualizado al último partido disputado el 31 de mayo de 2025.
| Club                         | País   | Año       | Partidos | Goles |
| ---------------------------- | ------ | --------- | -------- | ----- |
| CD Basconia                  | España | 2018-2019 | 31       | 7     |
| Bilbao Athletic              | España | 2019-2022 | 88       | 24    |
| Athletic Club                | España | 2022      | 1        | 0     |
| Burgos CF (cedido)           | España | 2022-2023 | 34       | 3     |
| AD Alcorcón (cedido)         | España | 2023-2024 | 30       | 0     |
| Cultural y Deportiva Leonesa | España | 2024-2025 | 36       | 2     |
| Asociación Deportiva Mérida  | España | 2025-     |          |       |